# لودفيغ دور
لودفيغ دور (بالألمانية: Ludwig Dürr)‏ هو مهندس ألماني، ولد في 4 يونيو 1878 في شتوتغارت في ألمانيا، وتوفي في 1956 في فريدريكسهافن في ألمانيا.

## وصلات خارجية
- لودفيغ دور على موقع مونزينجر (الألمانية)